# Vuelta de escota

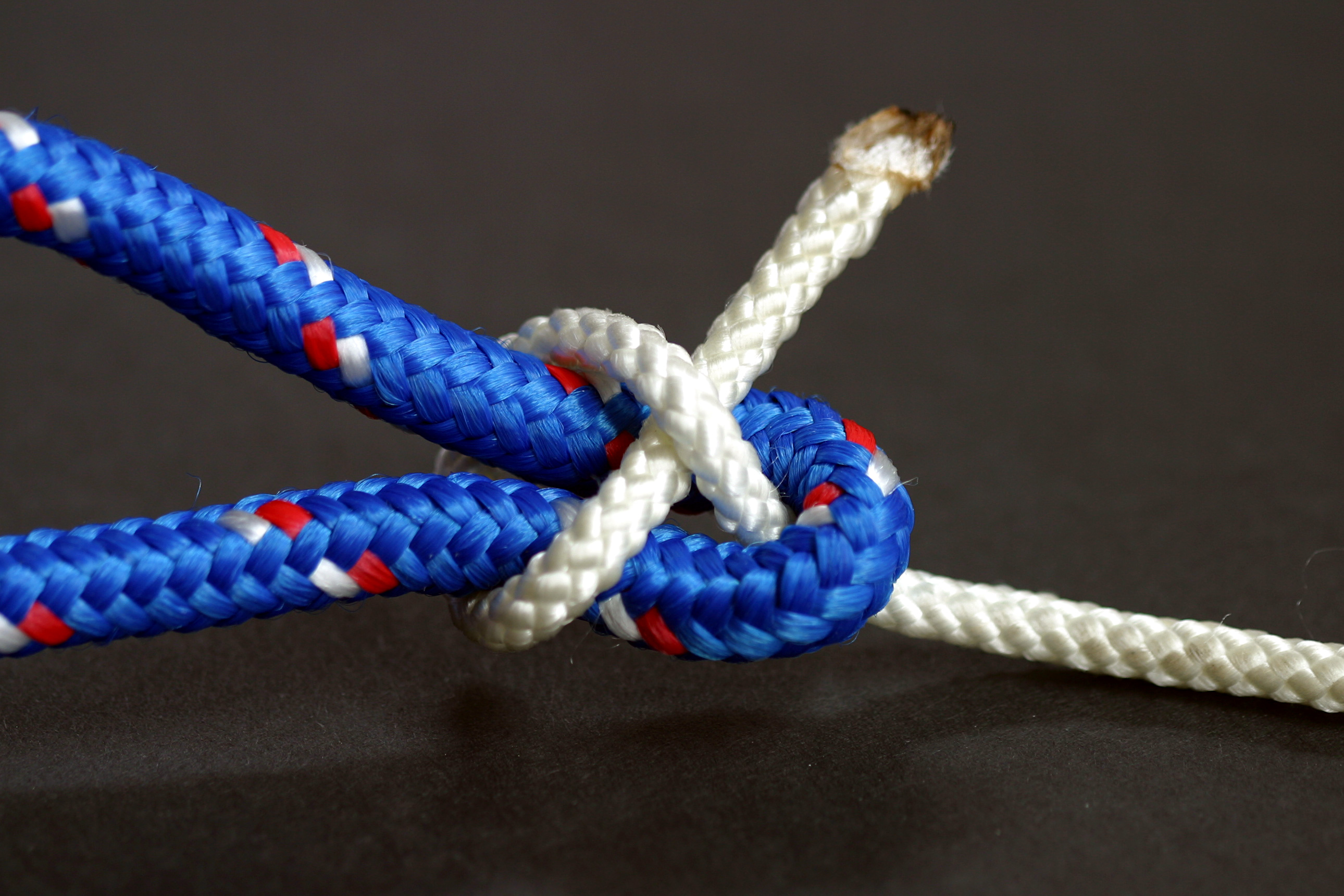
Nudo vuelta de escota

Nudo vuelta de escota, en inglés "Sheet Bend", es uno de los nudos de gran utilidad. Sirve para unir cabos de diferente mena (distintos anchos), donde el nudo As de guía es inútil, o para adjuntar un identificador de un mazo de cables. Variantes de este nudo son el nudo Becket que se enumeran en el libro de Nudos Ashley con el número # 1, y el # 1431 (un solo nudo Becket); el # 488, el # 1434 (doble); y el # 2, el # 485 ("Nudo de tejedor").
Téngase en cuenta que el cabo más delgado es el que se debe utilizar para hacer vueltas alrededor del seno, que debe ser formado con el cabo más grueso.
También es muy utilizado en los scouts, aparece en el A.T.L. (Plan de adelantamiento de tiempo libre) como unas de las pruebas para concluir la tercera clase.

## Nudo vuelta de escota doble

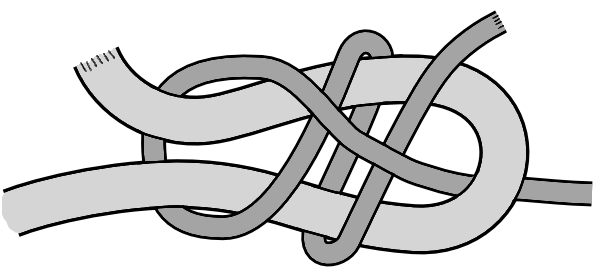
Nudo vuelta de escota doble

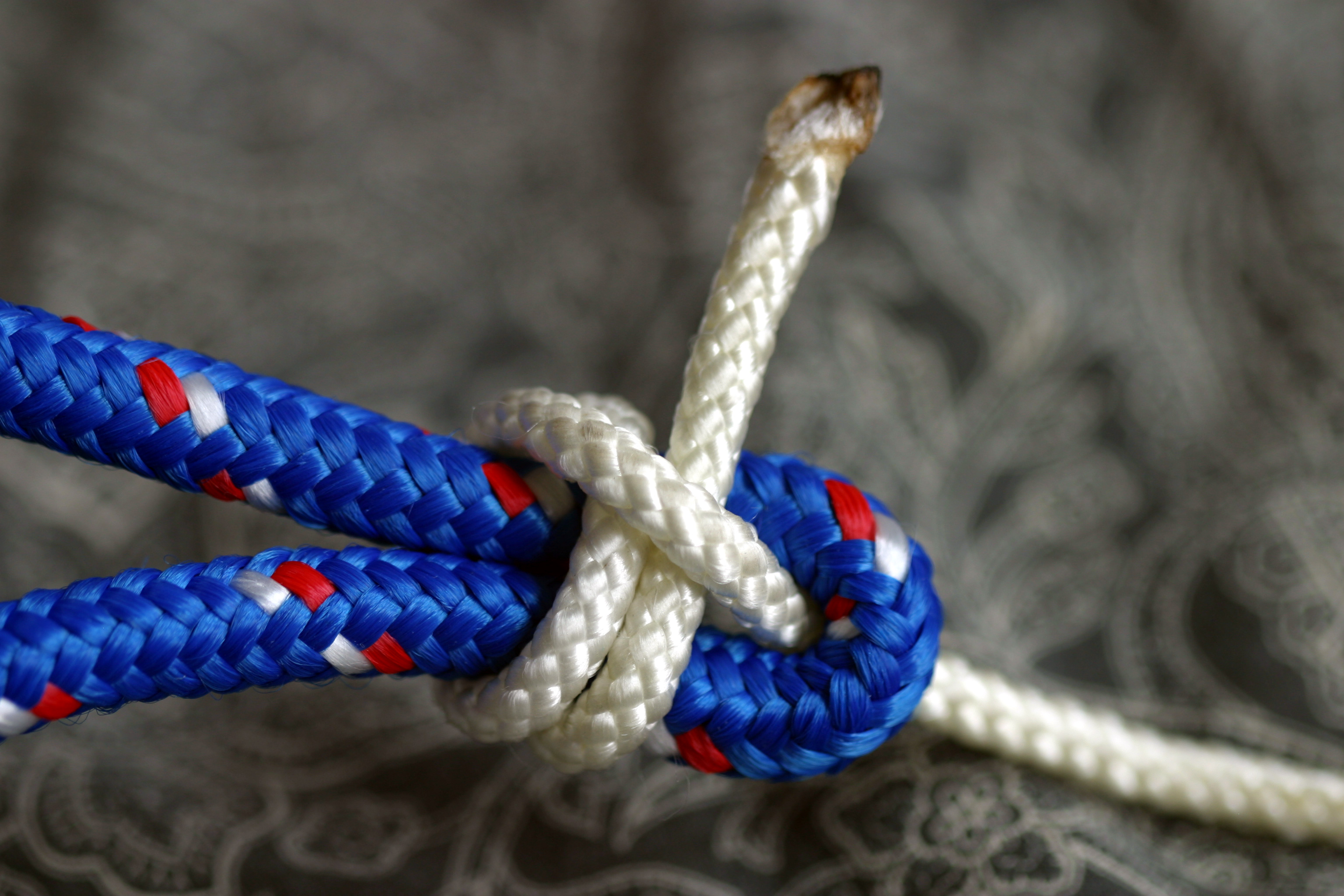
Nudo vuelta de escota doble

Tiene la misma función que el nudo de escota, pero es más firme y confiable debido a la vuelta adicional. Se hace referencia en The Ashley Book of Knots como los números: #488 y #1434.